# プリンス・ファン・オラニエ (機雷敷設艦)

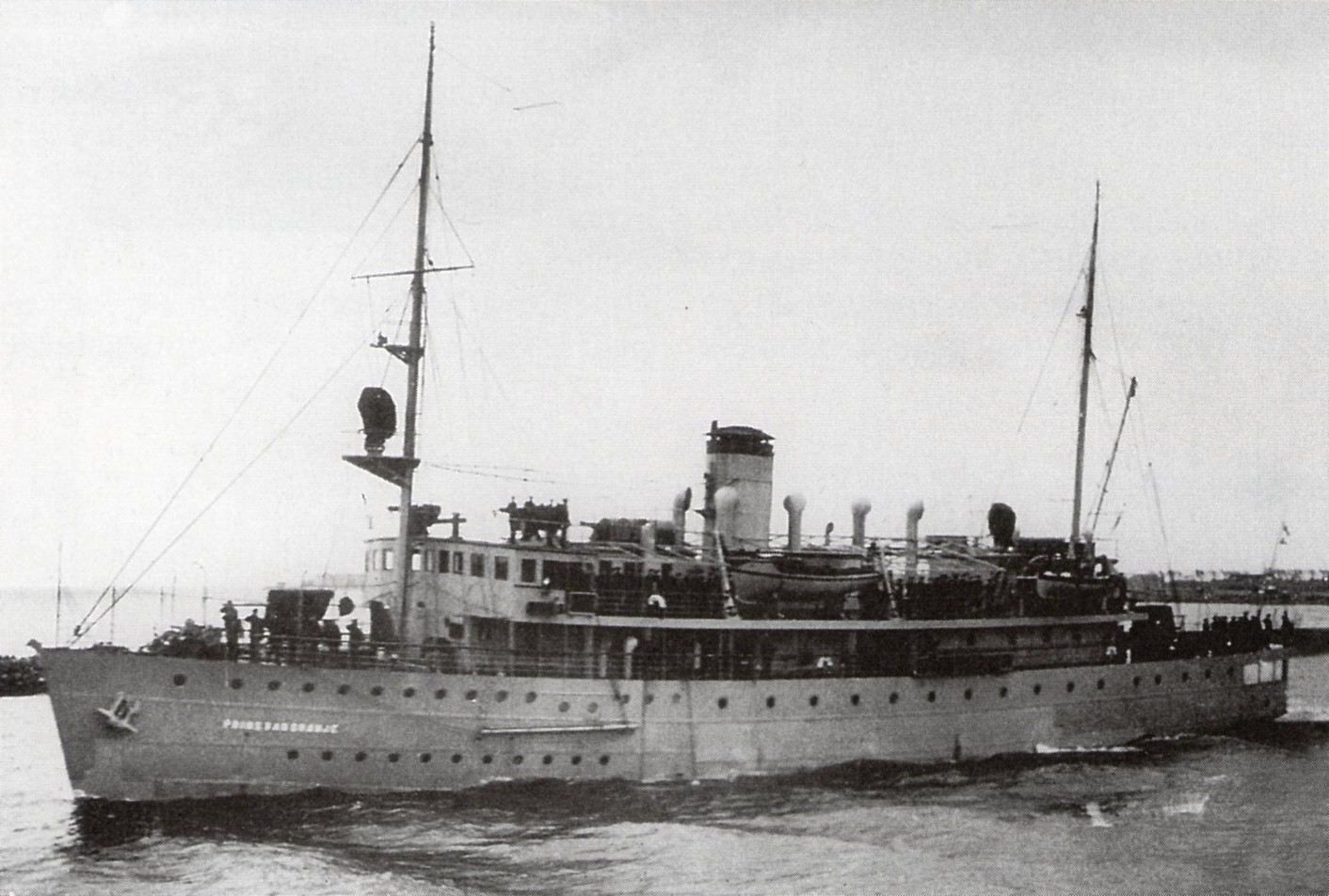

プリンス・ファン・オラニエ (Hr. Ms. Prins van Oranje) は、オランダ海軍の機雷敷設艦。同型艦はハウデン・レーウ。

## 艦歴
1930年9月20日起工、1931年7月10日進水、1932年2月2日就役。第二次世界大戦に参加、東南アジアで機雷敷設に従事。1942年1月11日-12日の夜、タラカン島とブニュー島の間で日本駆逐艦山風と第38号哨戒艇（旧樅型駆逐艦「蓬」）の攻撃で沈没。

## 要目
排水量1291トン、全長65.8メートル、速力15ノット、機雷150個搭載。